# Фриц I фон дер Шуленбург
Фриц I фон дер Шуленбург (на немски: Fritz I von der Schulenburg, Ritter; * пр. 1398/пр. 1393; † сл. 1415) е рицар от „Бялата линия“ на благородническия род фон дер Шуленбург.

## Произход
Той е единственият син на Бернхард V фон дер Шуленбург († сл. 1417), който е „кнапе“ (оръженосец, носач на щит), и съпругата му Маргарета фон Ведерде? († сл. 1395). Внук е на „кнапе“ Хенинг I фон дер Шуленбург († ок. 1377). Правнук е на рицар Бернхард I фон дер Шуленбург и праправнук на рицар Вернер II фон дер Шуленбург († сл. 1304) и потомък на Вернерус де Скуленбурх († сл. 1238). Роднина е на Дитрих II († 1393), княжески епископ на Бранденбург (1366 – 1393).
През 14 век синовете на Вернер II фон дер Шуленбург разделят фамилията в Алтмарк на две линии, рицар Дитрих II (1304 – 1340) основава „Черната линия“, по-малкият му брат рицар Бернхард I († сл. 1340) „Бялата линия“. Днес родът е от 22. генерация.

## Фамилия
Фриц I фон дер Шуленбург се жени за Хиполита? фон Ягов, дъщеря на Херман фон Ягов († ок. 1396) и Маргарета фон Маренхолц (* ок. 1345). Те имат девет деца:
- Бусо I фон дер Шуленбург (* ок. 1396; † 1475/1477), рицар, женен I. за Елизабет фон Оберг († пр. 1439), II. пр. 1430 г. за Армгард Елизабет фон Алвенслебен; има общо 9 деца
- Илза фон дер Шуленбург, графиня, омъжена за Виктор фон Бюлов
- Анна фон дер Шуленбург, графиня, омъжена I. за Бодо фон Оберг, II. за Йохан фон Алтен
- Фридрих II фон дер Шуленбург († сл. 1477), граф
- Бернхард VIII фон дер Шуленбург (* пр. 1410; † 1479/1470), „кнапе“, женен за Катарина фон Бредов; има 6 деца
- Ода фон дер Шуленбург, графиня
- Елизабет фон дер Шуленбург, графиня
- Маргарета фон дер Шуленбург, графиня
- Матиас I фон дер Шуленбург (* пр. 1410; † 1479/1477), граф, женен за Анна фон Алвенслебен; имат 12 деца